# Muscaris
Ne doit pas être confondu avec Muscari.
Le Muscaris B est un cépage de vin blanc cultivé depuis 1987 et résistant aux champignons.    
Il a une tolérance élevée à très élevée aux maladies fongiques et permet ainsi une réduction des dépenses en pesticides chimiques. 

## Origine, lignée
Le muscaris a été élaboré au Staatlichen Weinbauinstitut Freiburg par Norbert Becker à partir des variétés Solaris (comme variété mère, ♀) et muscat (comme variété père ♂). Le cépage solaris est issu des variétés mères merzling (comme variété mère, ♀) et Gm 6493 (comme  variété  père, ♂).  
Malgré une faible proportion de la variété vitis amurensis via la variété Gm 6493, le muscaris ne fait pas partie de la famille des vignes hybrides. 

## Vin
Les vins blancs sont doux à corsés, ont une forte acidité et un bouquet intense déterminé par des notes de muscade. 